# Hasht Behesht
Hasht Behesht (هشت‌بهشت‎, traslitterato in Hašt-Behešt), letteralmente "Gli otto cieli" in persiano, è un padiglione del XVII secolo a Esfahan in Iran. Venne costruito per ordine di Solimano, l'ottavo scià dell'Impero safavide, per essere adibito a padiglione privato. Si trova a Esfahan nella famosa Charbagh Street.

## Struttura

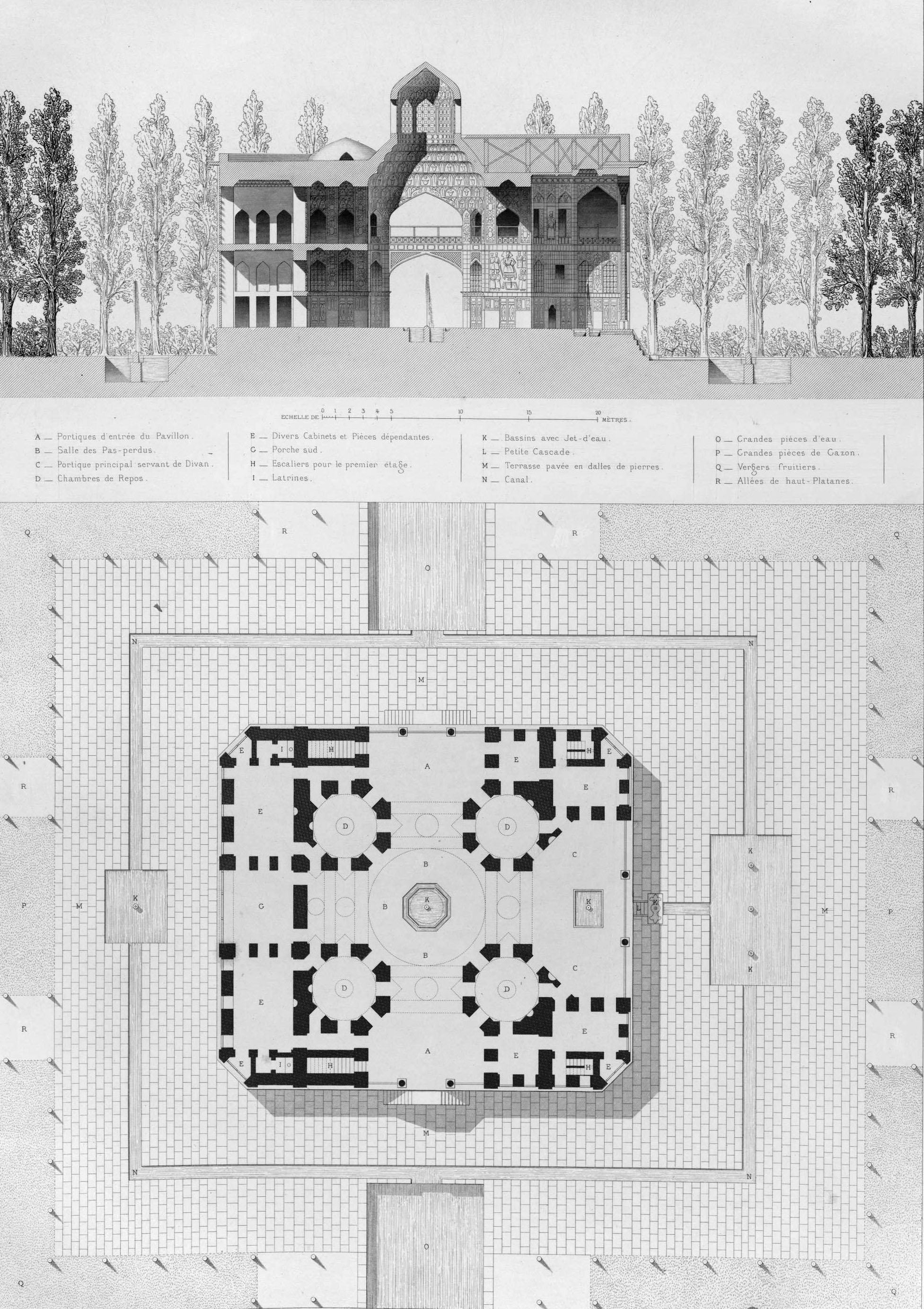
Il progetto di Hasht Behesht realizzato dall'artista francese Pascal Coste.

Come indicato nel nome, il padiglione su due piani Hasht Behesht venne costruito nello stile hasht-behesht, con una planimetria costituita da una sala centrale circondata da otto stanze. L'edificio ha forma ottagonale, e due ingressi principali. I quattro lati più grandi sono dotati di ampi iwan, sotto i quali si alzano alcune alte e sottili colonne di legno.
Il padiglione è decorato con pitture murali, pannelli in legno traforato, vetri prismatici, piastrelle di maiolica e intonaci affrescati.

## Galleria d'immagini

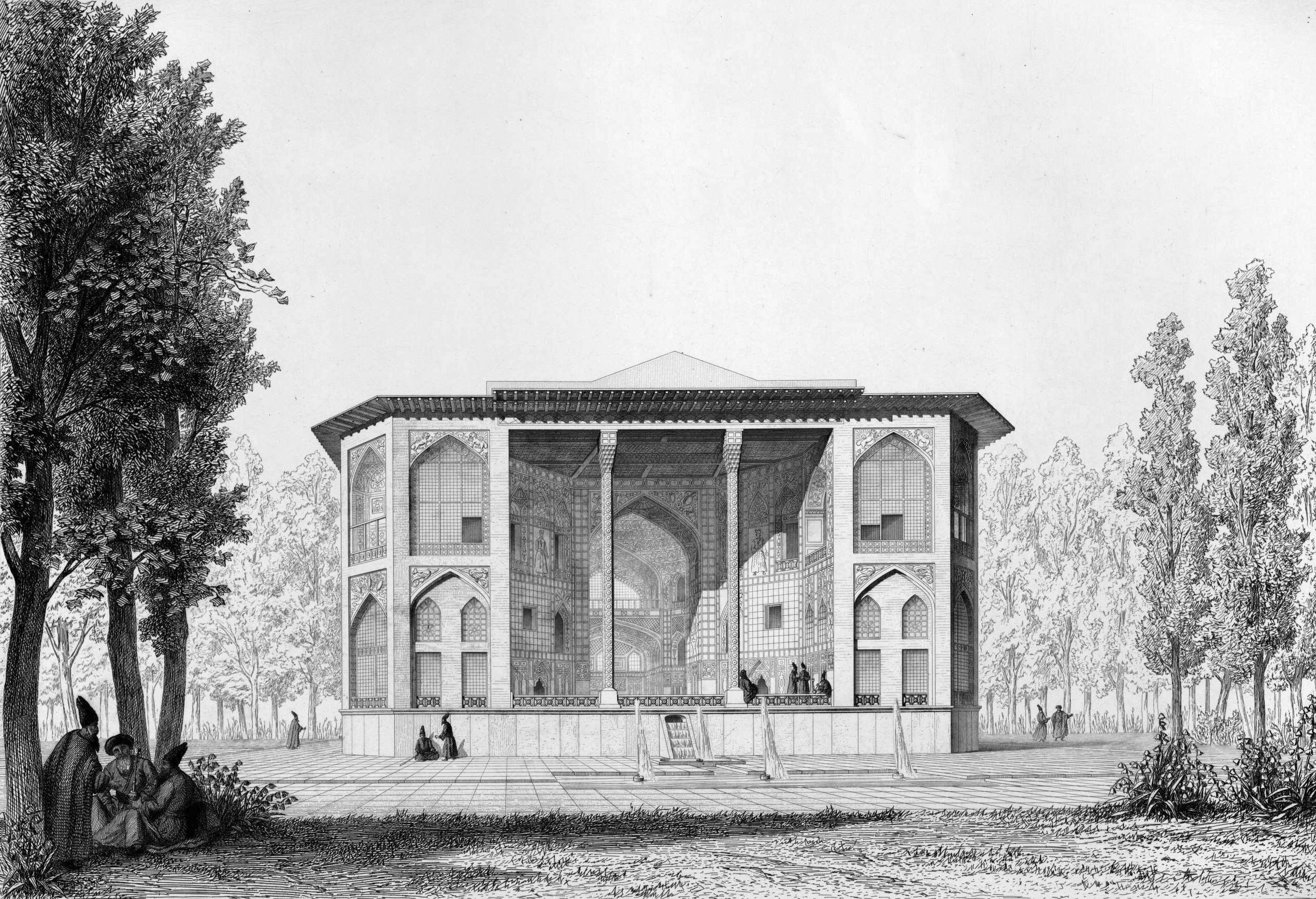
Disegno del 1840 di Hasht Behesht realizzato dall'artista francese Pascal Coste.
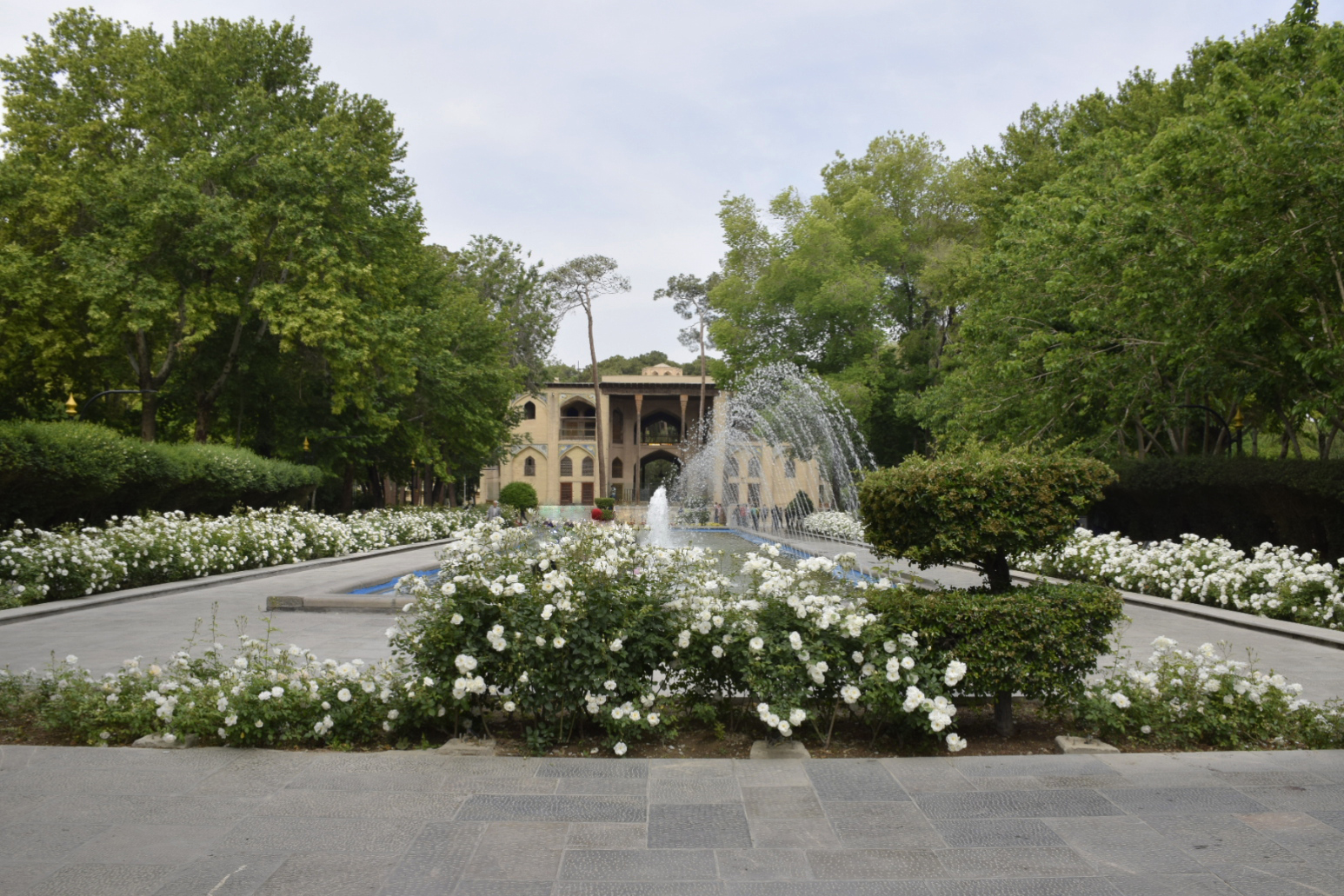
Hasht Behesht visto dal retro della piscina.
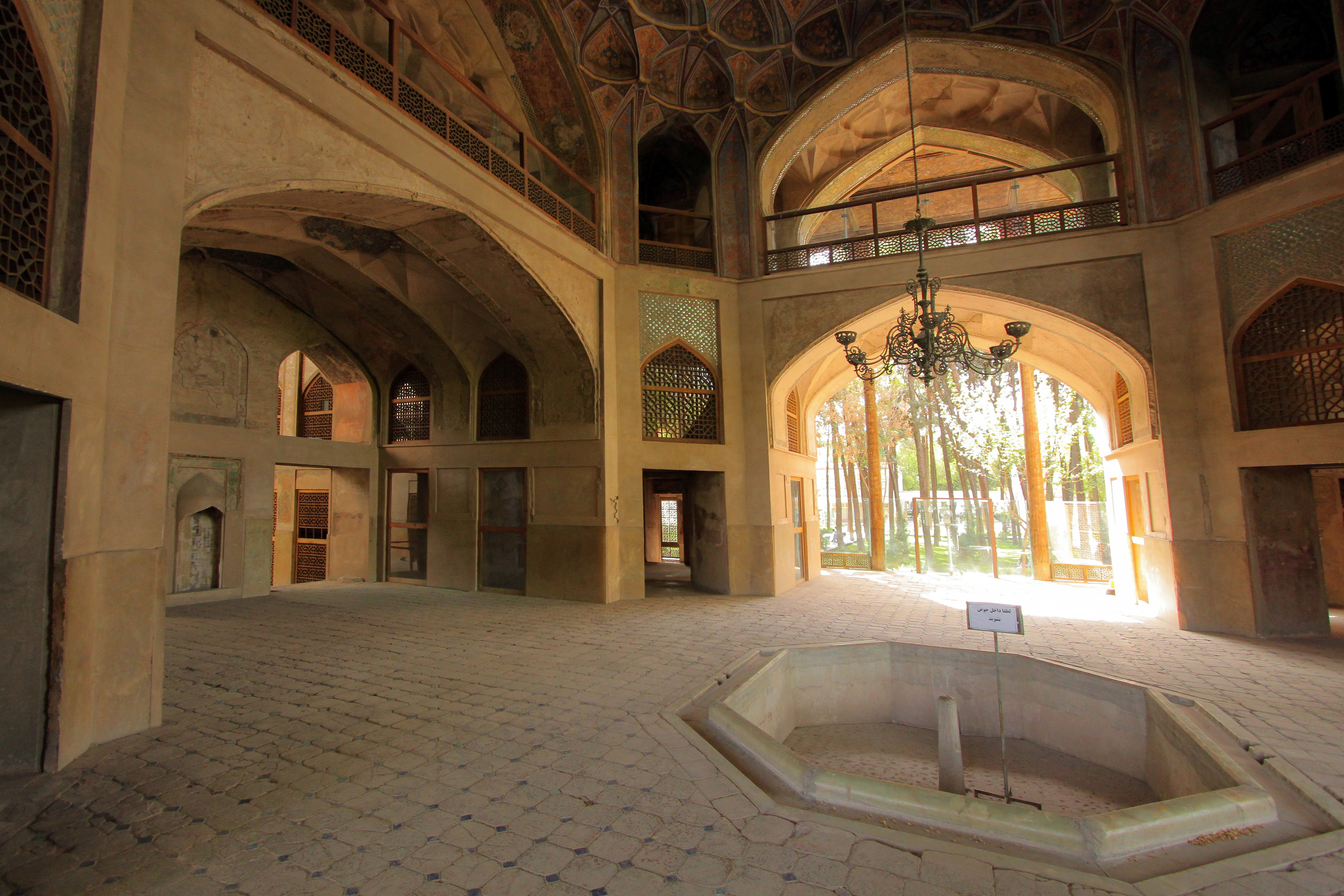
Stanza interna di Hasht Behesht.
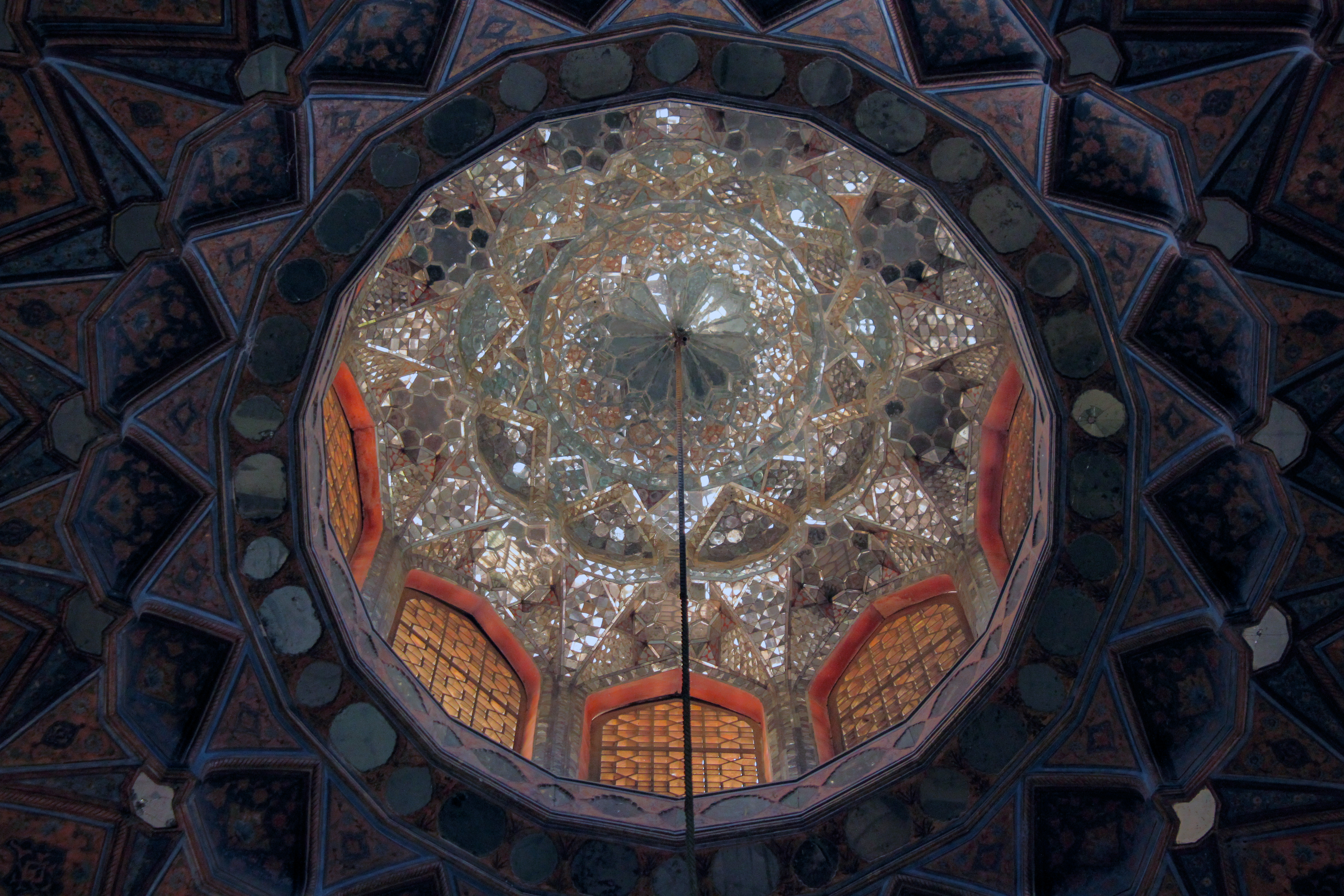
Soffitto di un interno di Hasht Behesht.
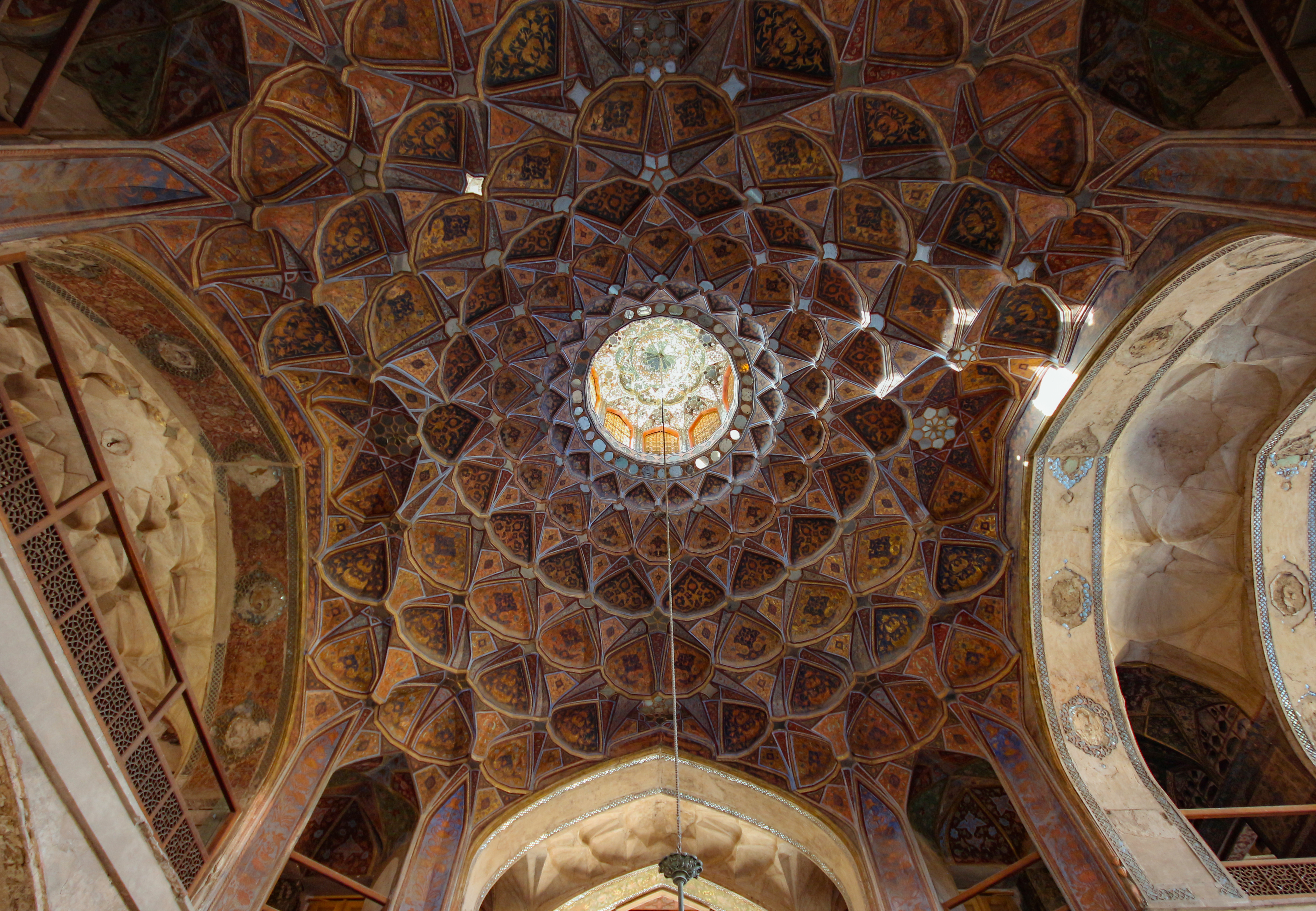
Soffitto di un interno di Hasht Behesht.
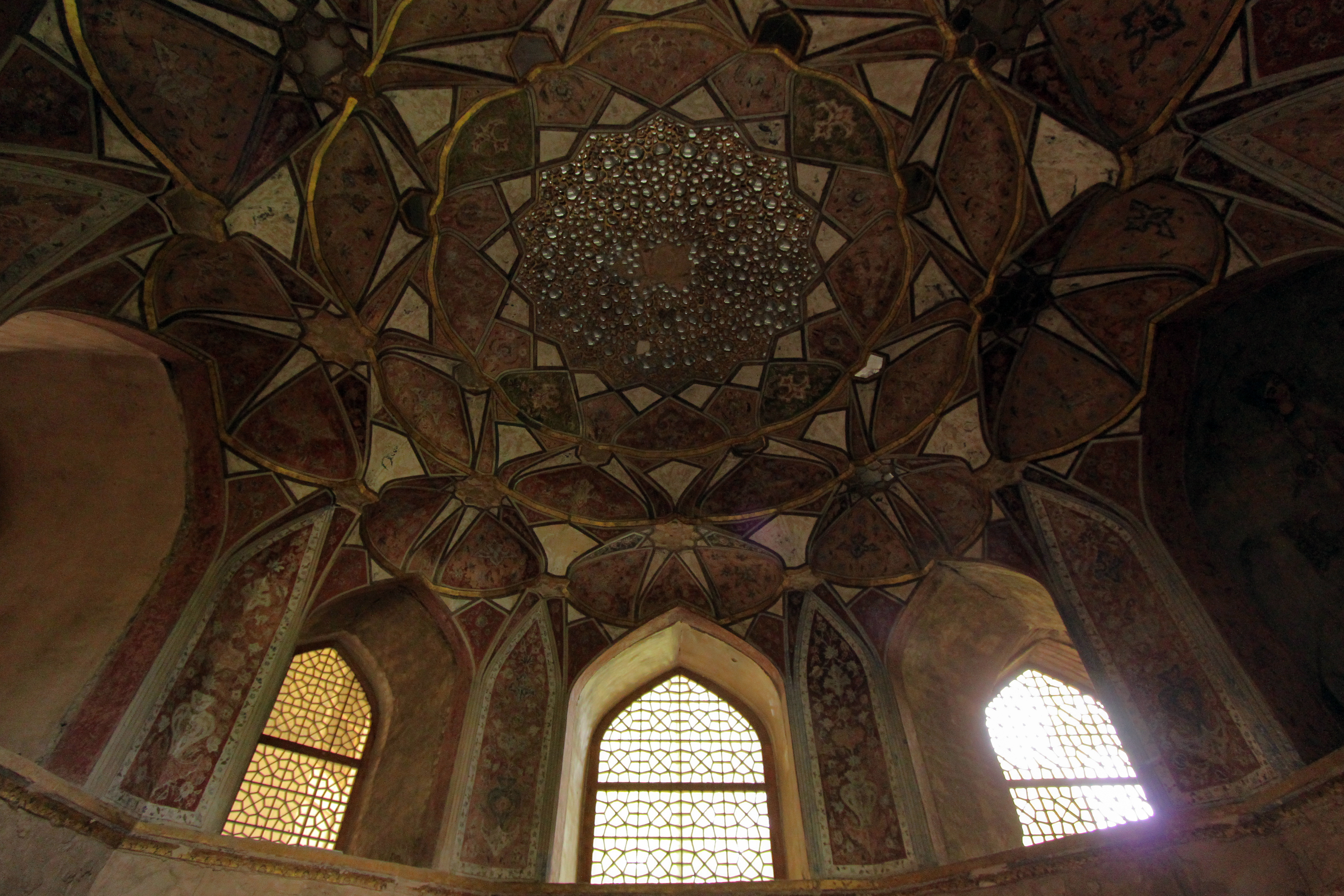
Soffitto di un interno di Hasht Behesht.
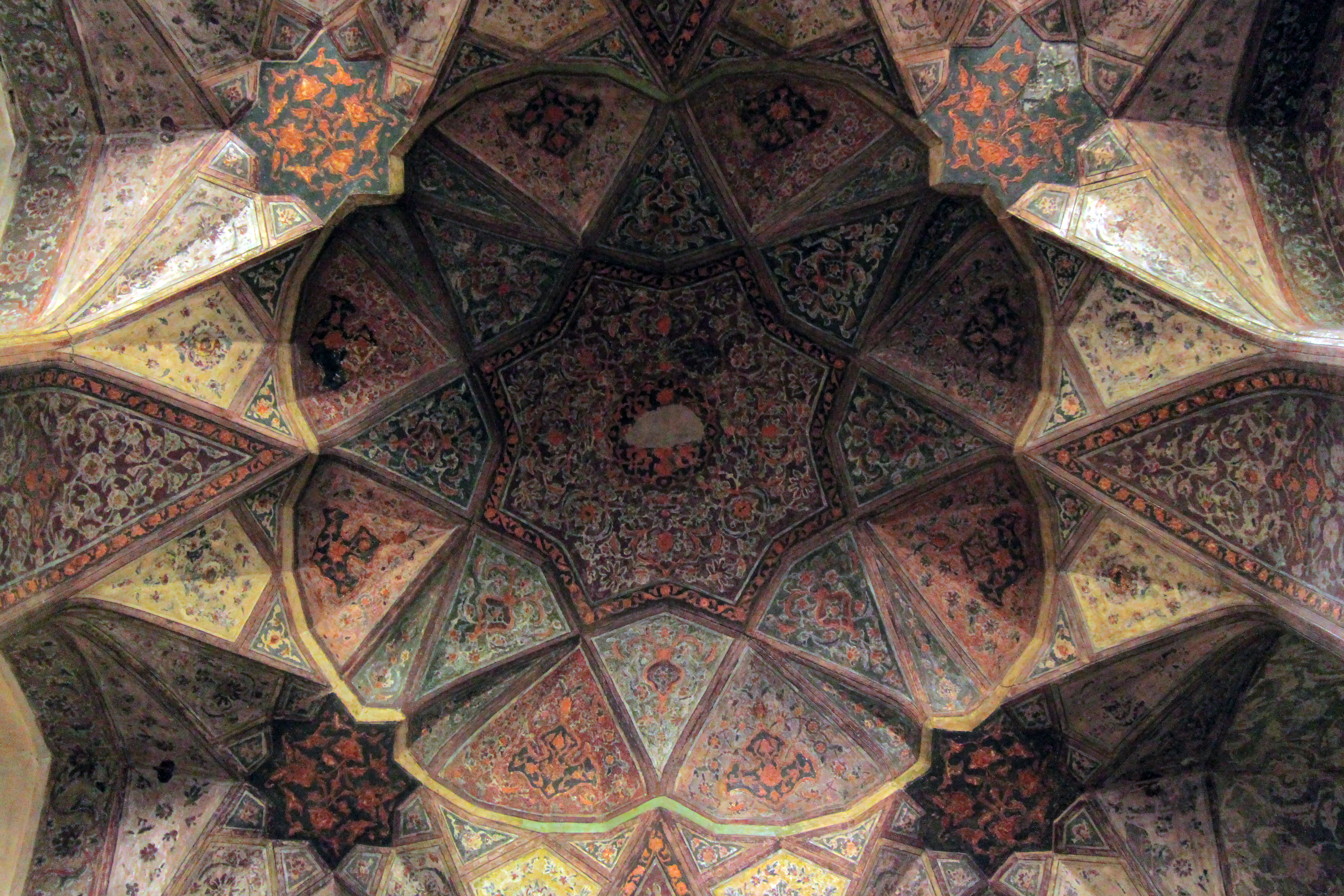
Soffitto di un interno di Hasht Behesht.
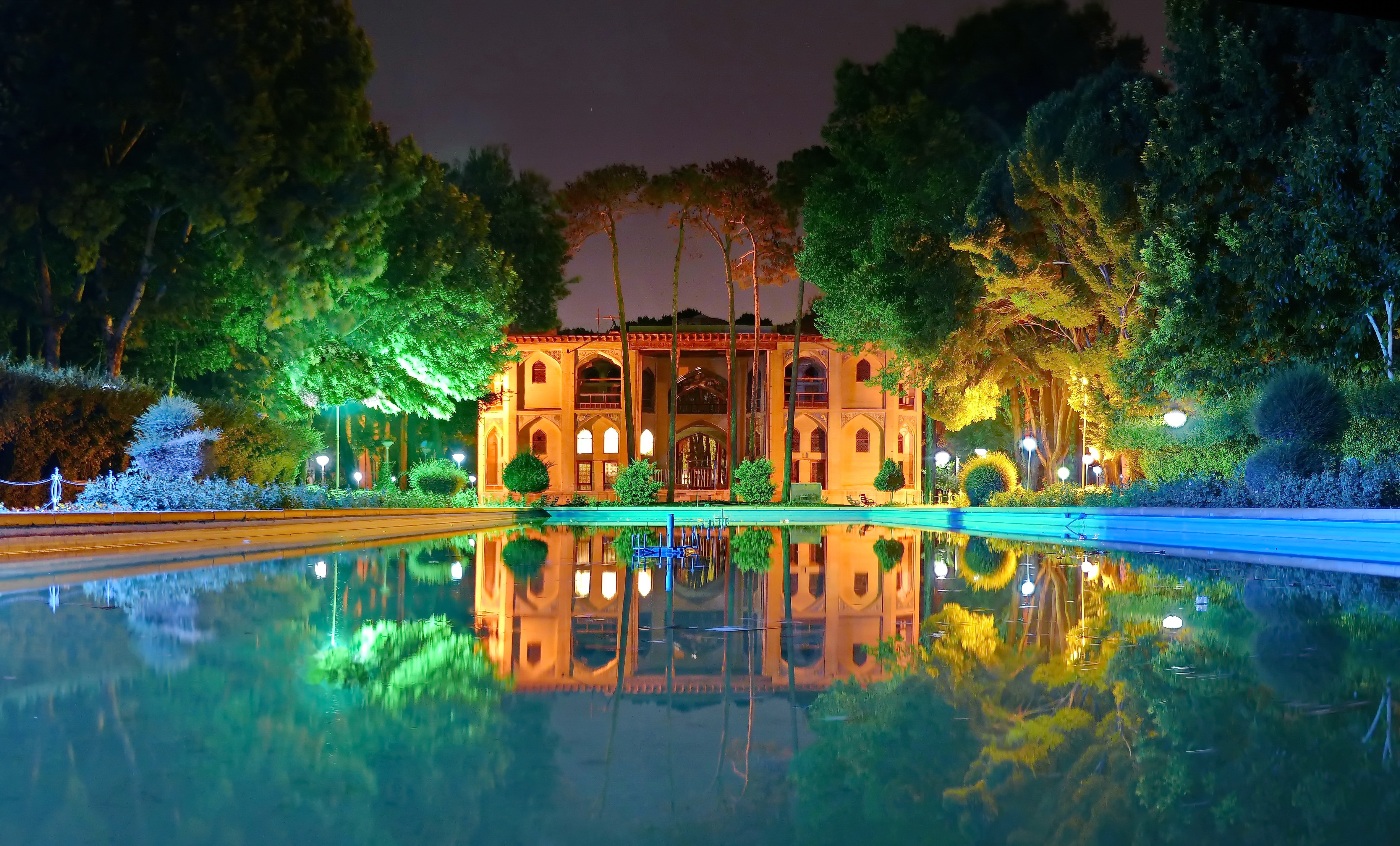
Veduta notturna di Hasht Behesht.